# Sanidin
Sanidin je visokotemperaturna oblika kalijevega glinenca s kemijsko formulo (K,Na)(Si,Al)4O8, ki spada med paličaste alumosilikate. Mineral kristalizira v monoklinskem kristalnem sistemu. Pri nižjih temperaturah je obstojen njegov monoklinski polimorf ortoklaz, pri še nižjih temperturah pa triklinski polimorf mikroklin. Najpogosteje se pojavlja v felzičnih vulkanskih kamninah, na primer v obsidijanu, riolitu in trahitu.
Zaradi visoke temperature in hitrega ohlajanja lahko v svoji strukturi vsebuje več natrija kot njegova nizkotemperaturna polimorfa. Sanidin in albit tvorita niz trdnih raztopin s srednjo sestavo imenovano anortoklaz.
Njegovo ime je sestavljeno iz grških besed σανις [sanis] – ploščica in είδος [eidos]– videz in se nanaša na videz njegovih kristalov.
Nahajališča sanidina so v Kjustendilu (Bolgarija), Laacher Seeju (Nemčija), Roc de Courlandeju (Francija) in  Britanski Kolumbiji (Kanada).
Sanidin na splošno nima nobene uporabne verdnosti. Lepo oblikovani kristali se brusijo za nakit.